# 長野県道460号美ヶ原公園東餅屋線
長野県道460号美ヶ原公園東餅屋線（ながのけんどう460ごう うつくしがはらこうえんひがしもちやせん）は、長野県の美ヶ原公園（美ヶ原）と小県郡長和町和田を結ぶ一般県道。かつての一般有料道路、ビーナスラインの一部を構成している。

## 概要
美ヶ原から和田峠を結ぶ長野県道の路線で、茶臼山（標高2006メートル）や三峰山（標高1887メートル）の東麓を南北に縦断する。主な通過地は、美ヶ原から順に、落合大橋がある小県郡長和町和田、松本市大字入山辺、再び長和町和田に戻って三峰大展望台、終点の和田峠で長野県道194号霧ヶ峰東餅屋線と結ばれる。路線の中間地点付近で、長野県道67号松本和田線と交差および一部重複する。標高1500メートルから2000メートルのあいだの観光山岳道路「ビーナスライン」の一部を構成するもので、全国屈指のワインディングロードとして高原の絶景を展望できるドライブ・ツーリングルートとしてもよく知られている。

### 路線データ
- 起点：美ヶ原公園【北緯36度13分42.1秒 東経138度7分56.2秒 / 北緯36.228361度 東経138.132278度】
- 終点：小県郡長和町和田字東餅屋（長野県道194号霧ヶ峰東餅屋線交点）【北緯36度8分49.9秒 東経138度8分35.9秒 / 北緯36.147194度 東経138.143306度】

## 地理
美ヶ原から落合大橋までは標高約2000メートルから1600メートルの急峻な地形を、つづら折りの道で標高差を稼いでいる。茶臼山の東麓から三峰山を通過して和田峠までの間は、稜線沿いに標高1700メート付近で標高をキープしている。

### 通過する自治体
- 小県郡長和町
- 松本市
- 小県郡長和町

### 交差する道路
- 長野県道464号美ヶ原公園西内線 - 小県郡長和町和田（山本小屋前）
- 長野県道178号美ヶ原和田線 - 小県郡長和町和田（野々入川橋付近）
- 長野県道67号松本和田線 - 小県郡長和町和田（扉峠付近） ※一部重複
- 長野県道194号霧ヶ峰東餅屋線 - 小県郡長和町和田字東餅屋（終点）